# Бренер, Александр Давидович
Алекса́ндр Дави́дович Бре́нер (1957, Алма-Ата) — художник, один из лидеров московского акционизма, писатель. Свою причастность к искусству не признает и считает себя политическим активистом. Ряд работ выполнил в соавторстве с Барбарой Шурц.

## Биография
Родился в Алма-Ате в семье профессора и преподавательницы литературы. Дружил с казахстанскими художниками Лидией Блиновой и Рустамом Хальфиным, которые оказали влияние на его мировоззрение, как художника и писателя.
В 1974—1978 годах учился в Казахском педагогическом институте имени Абая, окончил филологический факультет. С 1978 по 1980 год учился на филологическом факультете Ленинградского государственного педагогического института им. Герцена.
В 1989 году репатриировался в Израиль. В 1990—1992 годах работал ведущим критиком еженедельника «Бег времени», Тель-Авив, а также проводил уличные акции и перформансы. В 1992—1996 годах жил в Москве и действовал как поэт, художник, критик и теоретик, практик, например, в 1995 году в Елоховском соборе во время службы неожиданно выбежал к алтарю с криком: «Чечня! Чечня!».
В том же году состоялось его эпатажное выступление на московском Bloomsday-95 в Доме писателей, о чём писала Виктория Шохина в статье «Эмпатия» («Независимая газета» от 07.10.1995).
С 1997 года живёт в Вене, Берлине и Лондоне, иногда приезжая в Россию.
В 1997 году осуществил акцию в Стеделийк-музее: изобразил зелёной краской знак доллара на картине Казимира Малевича «Супрематизм». Бренер получил за этот акт вандализма по решению суда пять месяцев тюремного заключения плюс пять месяцев условно. Картина впоследствии была успешно отреставрирована.
По мнению И. В. Кукулина, главный стержень творчества Бренера — «юродство как форма общественного морализма, крайней социальной критики», а в своих литературных произведениях он «соединил исповедальную интонацию человека с содранной кожей — идущую от Розанова через раннюю прозу Лимонова — с требованием от искусства „прямого действия“, бунта против косного, изо дня в день повторяющегося порядка жизни».

## Выставки, акции и перформансы

### 1989 год
- «Дом художника», групповая выставка, Иерусалим

### 1990 год
- «Dead-end Gallery», групповая выставка, Тель-Авив

### 1993 год
- «Война продолжается», Центр современного искусства, Москва
- «Мое Влагалище», галерея М. Гельмана, Москва
- «Труд и Капитал», Центральный дом художника, Москва
- Hamburg Art Messe, «Ты и Я — мы с тобой одной крови».
- Арт-Миф-3, «Искусство и Жизнь» (перформанс)
- «777 Послание издалека», галерея Аспекс, Портсмут, Англия; Музей современного искусства, Стокгольм, Швеция; Художественный музей Рейкьявика, Исландия; галерея Нова, Братислава, Словакия; галерея Шторм, Амстердам, Голландия; галерея М. Гельмана, Москва
- Арт-Миф, Манеж, Москва
- «Конверсия», Центральный дом художника, галерея М. Гельмана, Москва

### 1994 год
- «Конверсия», Хельсинки
- «Посвящается Мао» (перформанс), ГУМ, Москва
- «Голод правит миром» (перформанс), Галерея М. Гельмана, Москва. Перформанс Олега Мавроматти с участием А. Бренера
- «Языки» (перформанс), McDonalds, Москва
- «Плагиат» (перформанс), ГМИИ им. Пушкина, Москва
- «Свидание» (перформанс), Пушкинская площадь, Москва
- «Снега Килиманджаро» (перформанс), Арбат, Москва
- «Последняя Истома», Галерея М. Гельмана, Москва

### 1995 год
- «Первая перчатка» (перформанс), Красная Площадь, Москва
- «No Man’s Land. Art from the New Abroad», Nikolaj Art Center, Копенгаген, Дания
- «Химеры, ко мне!», Центр Современного Искусства, Москва
- «Телесное пространство», ЦДХ, Галерея М. Гельмана, Москва

## Публикации

### Книги
- Бренер и Баембаев «Бонанза», Nenaebnaya Ptitsa Press, Тель-Авив, 1991
- Бренер и Баембаев «Секретная жизнь Буто», Nenaebnaya Ptitsa Press, Тель-Авив 1992
- Бренер и Баембаев «Манифест», Nenaebnaya Ptitsa Press, Тель-Авив, 1992
- Бренер и Баембаев «Японский Бог», Nenaebnaya Ptitsa Press, Тель-Авив, 1992
- Бренер и Баембаев, «Супер Вася», Nenaebnaya Ptitsa Press, Москва, 1992
- Бренер и Баембаев «Кладбище нудистов», Nenaebnaya Ptitsa Press, Москва,1992
- Бренер «Груди», Album Press, Москва 1993
- Бренер, Пименов «Сумасшедший разведчик», Nenaebnaya Ptitsa Press, Москва,1993
- Бренер «Мое Влагалище», галерея М. Гельмана, Москва, 1993
- Бренер «Искусство Людей», Москва, 1993
- Бренер «Над ступнями», Москва, 1993
- Бренер «Хламидиоз», Москва — Иерусалим, 1994
- Бренер «Александр Бренер устал», Москва, 1995
- Бренер «Интернационал неуправляемых торпед». Москва: Гилея, 1996
- Бренер «Обоссанный пистолет». Москва: Гилея, 1997
- Бренер, Шурц «Что делать? 54 технологии культурного сопротивления отношениям власти в эпоху позднего капитализма». Москва: Гилея, 1999
- Бренер, Шурц «Was tun? 54 Technologien kulturellen Widerstandes gegen Machtverhältnisse im Spätkapitalismus», 1999
- Бренер, Шурц «Бздящие народы», Москва, Bad Habit, 1999
- Бренер, Шурц «Ртутные палочки», Москва, Bad Habit, 1999
- Бренер, Шурц «Татуировки на тюрьмах. Записки граффитистов», 2000
- Бренер, Шурц «Furzende Völker», 2000
- Бренер, Шурц «Demolish Serious Culture!!!», 2000
- Бренер, Шурц «Bukaka Spat Here», 2002
- Бренер, Шурц «ФАШИСТСКАЯ ПЛАНЕТА», 2002
- Бренер, Шурц «Апельсины для Палестины», 2002
- Бренер, Шурц «ТУК-ТУК! РУБИТЕ СУК!», 2003
- Бренер, Шурц «The art of destruction», 2005
- Бертран Де Борн «Поход рифм», Берлин, 2008
- Missis X und die Katzen «Die Befreiung Istanbuls», Берлин, 2009
- Бренер, Шурц «Римские откровения», Гилея, Москва, 2011
- Бренер «Проделка в Эрмитаже», Гилея, Москва, 2011
- Бренер, Шурц «Showgirls», 2012
- Бренер, Шурц «Claim Against Fame», 2012
- Бренер, Шурц «Fuck Off and Die Alone», 2013
- Бренер, Шурц «The Exploits and Opinions of Mafalda, The Girl», 2014
- Александр фон Бренер и Барбоса Фамоза «Бомбастика» // Политическая пропаганда, 2014
- Бренер «Остров Мафальды», Берлин, Берлин, 2015
- Бренер «Жития убиенных художников». М.: Гилея, 2016
- Бренер А., Кудрявцев С. "Гнига зауми и за-зауми". М.: Гилея, 2017
- Бренер А. "Ка, или Тайные, но истинные истории искусства" . Спб.: Все свободны, 2018
- Бренер А., Сурков М., Шурц Антихрист и девы . М.: Циолковский, 2018
- Бренер, Шурц «Бздящие народы» (переиздание), М.: издательство ча-ща, 2018
- Бренер А. "Ияфиопика, или Засыпанные города".М.: Циолковский, 2018
- Бренер А. "Кан-Кун". Новосибирск.: Подснежник, 2019
- Бренер А. "Ева-пенетратор, или Оживители и умертвители".: ИД Городец-Флюид, 2020
- Бренер А. "Заговор головоногих. Мессианские рассказы".: ИД Городец-Флюид, 2020
- Бренер А. "Искусство жизни и искусство видеть: Блинова и Хальфин". Алматы.: Aspan Gallery, 2020
- Бренер А. зин «Христос не воскрес, Фёдор Иванович» . Тольятти.: Издательство «Плато Тольятти», 2020
- Бренер, Шурц зин «Девы-страстотерпицы». Тольятти.: Издательство «Плато Тольятти», 2020
- Бренер «Три дыни в пустыне».М.: Издательство «Циолковский», 2021
- Бренер, Шурц зин «О зинах и баргузинах». Тольятти.: Издательство «Плато Тольятти», 2021
- Бренер, Шурц зин «Поэма игрушки из сгоревшей избушки». Тольятти.: Издательство «Плато Тольятти», 2021
- Бренер, Верёвкин зин «Поэма игрушки из сгоревшей избушки». Тольятти.: Издательство «Плато Тольятти», 2021
- Бренер, Шурц зин «Орфей жив». Тольятти.: Издательство «Плато Тольятти», 2021
- Бренер, Шурц зин «Миражи и муляжи». Тольятти.: Издательство «Плато Тольятти», 2021
- Бренер, Шурц зин «Песни коммунистов на». Тольятти.: Издательство «Плато Тольятти», 2021
- Бренер А. "В гостях у Берроуза. Американская повесть". Книжная полка Вадима Левенталя, Courtesy ИД «Городец», 2021
- Бренер А. "Фонограф. Стихи. Картинки Александра Бренера и Барбары Шурц". Книжная полка Вадима Левенталя, Courtesy ИД «Городец», 2021
- Бренер А. "Орфей! Орфей!". Книжная полка Вадима Левенталя, Courtesy ИД «Городец», 2022
- Бренер, Шурц зин «Душа малыша без единого гроша». Тольятти.: Издательство «Плато Тольятти», 2022
- Бренер, Шурц зин «АКАЕ». Тольятти.: Издательство «Плато Тольятти», 2022
- Бренер, Шурц зин «Дочери огня». Тольятти.: Издательство «Плато Тольятти», 2022
- Бренер, Шурц зин «Восстание трёх сосков». Тольятти.: Издательство «Плато Тольятти», 2022
- Бренер, Гавриленко зин зин «Бурратина Триумфатор». Тольятти.: Издательство «Плато Тольятти», 2022
- Бренер А. "Страх и ах". Полифем, 2022
- Бренер А. "Наконец-то коммунизм". Асебия, 2022
- Бренер А. "Филип Гастон, воскресший среди жмуриков", Jaromir Hladik press, 2023
- Бренер А. "За пуговкой", Invalid Books, 2023
- Бренер А. "Пьер Клоссовски, мой сутенер", Jaromir Hladik press, 2024
- Бренер А., "Пробуждение Гермеса Долгорукого". М.: Издательский кооператив «Напильник», 2024
- Бренер А., Кузьмин В., Бонно М. "Концлагерь для динозавров". М.: Издательский кооператив «Напильник», 2025
- Бренер А., "Среди этрусков".  М.: Издательский кооператив «Напильник», 2024

### Публикации в журналах
- Бренер А. Открытое письмо Ю. Гавриленко // Художественный журнал. — N 1.
- Бренер А. Глорификация героев (рецензия на выставку) // Художественный журнал. — N 1.
- Бренер А. Как можно быть художником // Художественный журнал. — N 2.
- Бренер А. Культура и срыв // Художественный журнал. — N 3.
- Бренер А. Огонь по штабам // КОНВЕРСИЯ (каталог)
- Бренер А. Густав Великолепный (Г. Гурьянов) // Столица. — 1993. — N 1.
- Бренер А. Ню Беллы Матвеевой // Столица. — 1994. — N 1.
- Бренер А. За семь секунд до конца света (поэма) // Радек. — N 1.
- Бренер А. 22 тезиса к Нецезиудик // Радек. — N 1.
- Бренер А. Он уже здесь // Радек. — N 1.
- Бренер А. Культурное тело // Радек. — N 1.